# Defensor Sporting Club
El Defensor Sporting Club és un club de futbol uruguaià de la ciutat de Montevideo.

## Història
El club nasqué el 15 de març de 1913 com a Club Atlético Defensor. L'any 1989 canvià a Defensor Sporting Club després de la seva fusió amb l'Sporting Club Uruguay. Juga els seus partits a l'estadi Luis Franzini.
Els seus majors èxits foren tres campionats uruguaians els anys 1976, 1987 i 1991. També ha guanyat diverses vegades la Pre-Liguilla, el campionat classificatori de la Copa Libertadores. Ha donat destacats jugadors que han destacat a les diverses lligues internacionals com ara Sebastián Abreu, Andrés Fleurquin, Marcelo Tejera, Darío Silva, Gonzalo Vargas o Nicolás Olivera.

## Palmarès
- Lliga uruguaiana de futbol:

1976, 1987, 1991, 2008
- Lliga uruguaiana de segona divisió:

1950, 1965

## Altres seccions

### Basquetbol
El Defensor té una secció de basquetbol que disputa la lliga uruguaiana. És l'equip que més campionats ha guanyat (18 fins al 2006) els anys: 1918, 1922, 1924, 1926, 1927, 1930, 1932, 1933, 1934, 1936, 1938, 1949, 1950, 1951, 1955, 1980, 1985, 2003 i 2004.
Internacionalment ha guanyat el campionat del Riu de la Plata els anys 1924, 1926, 1930, 1932 i 1934; el campionat sud-americà els anys 1956 i 1958 i fou campió intercontinental de clubs l'any 1965.

### Atletisme
Campió de 1970 a 1986 i 1988 a 1997.

## Evolució de l'uniforme
| 1913 | 1915-avui | 1922-1925 | 1989 visitant | 60s-80s i 1993 | 2001 visitant |

## Futbolistes destacats
- Diego Pérez Aguado